# Medusandraceae
Medusandraceae er en lille familie med én slægt og to arter, som vokser i tropisk Vestafrika. Det er træer, hvis blade har lange stilke, som er opsvulmede ved den yderste ende. Bladene er fint takkede med markerede ribber, som begynder ved basis. Blomsterne sidder samlet i næsten rakleagtige stande ved bladhjørnerne. De enkelte blomster har lange og iøjnefaldende støvbærere, der sidder overfor hver sit tilbagebøjede kronblad. Frugten er en kapsel med et enkelt frø.